# کرنشاو (میسیسیپی)
کرنشاو (به انگلیسی: Crenshaw) شهرکی در ایالت میسیسیپی کشور ایالات متحده آمریکا است که جمعیت آن در سرشماری سال ۲۰۱۰ میلادی، ۸۸۵
نفر بوده‌است.

## نگارخانه

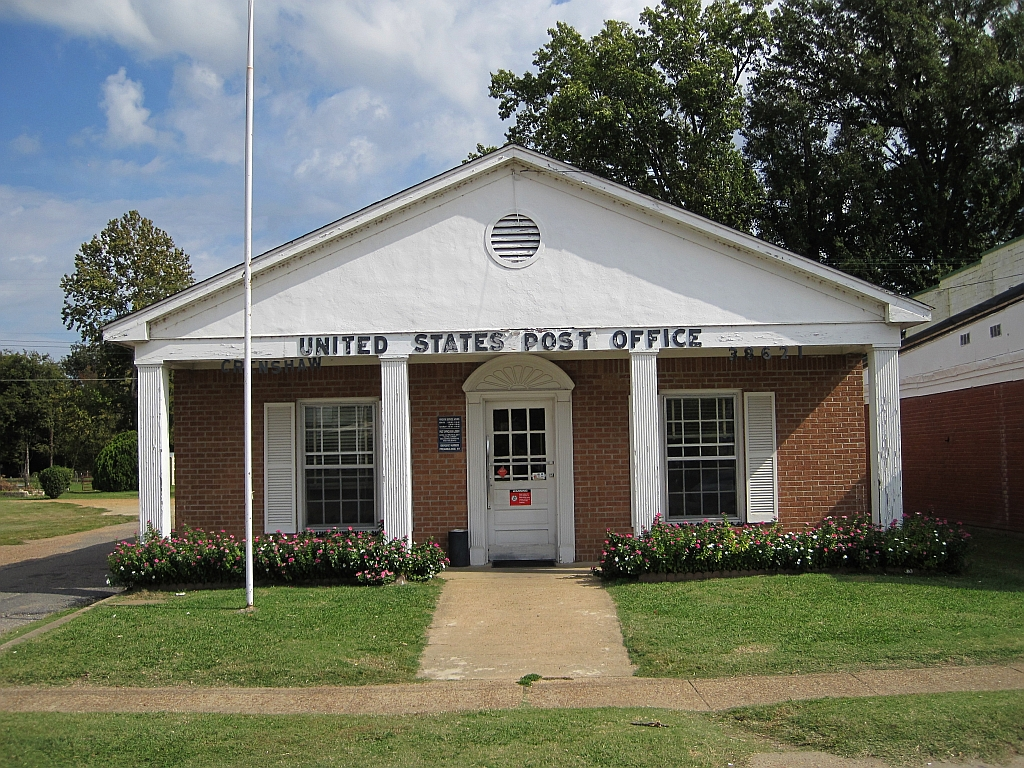
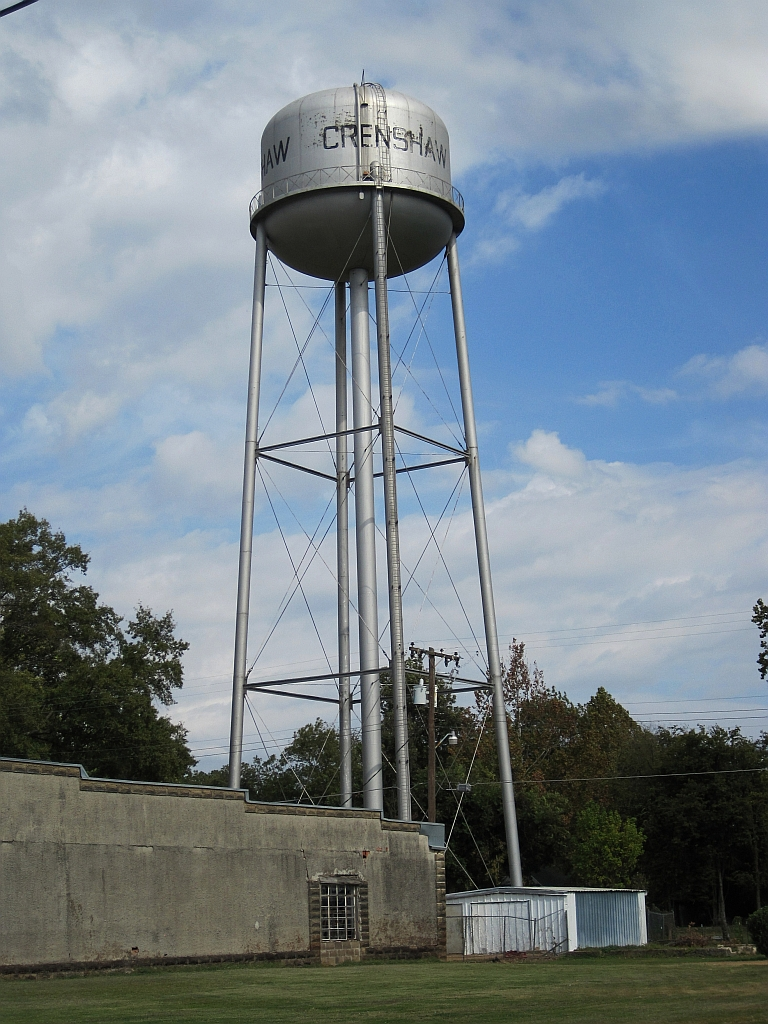
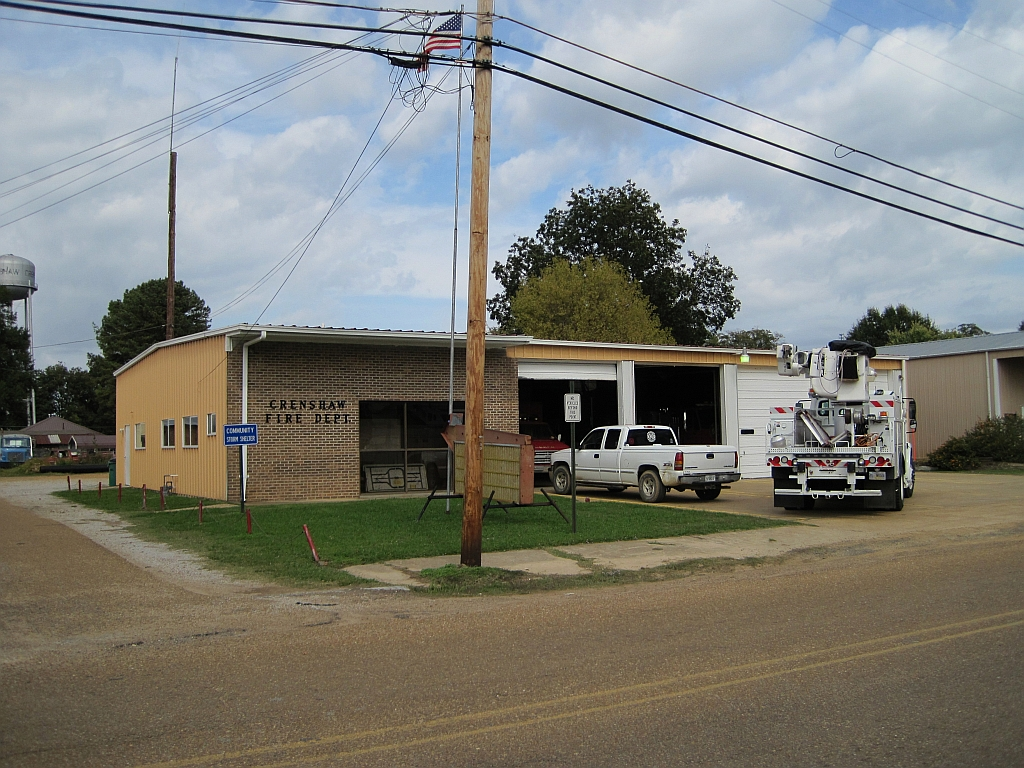
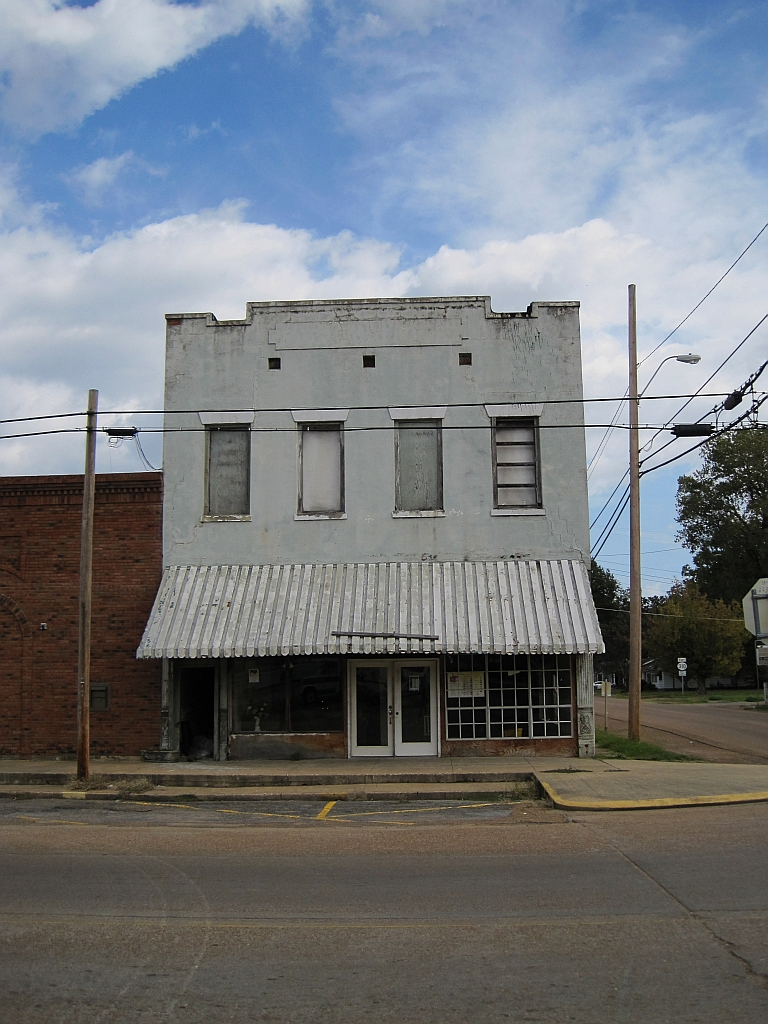
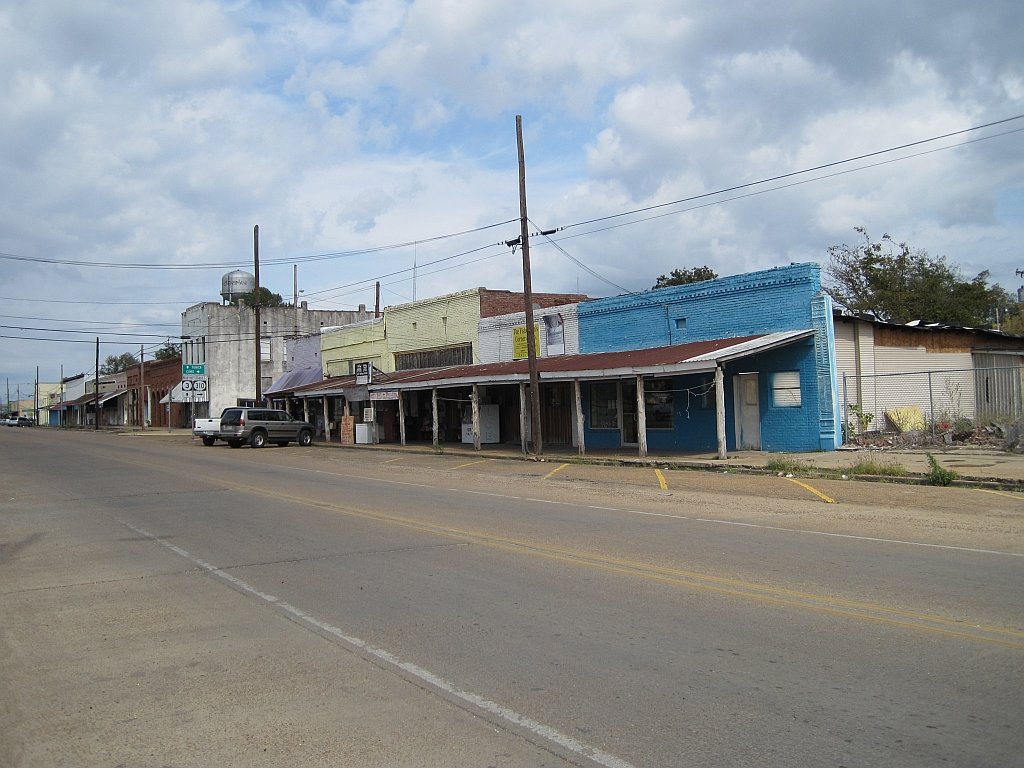
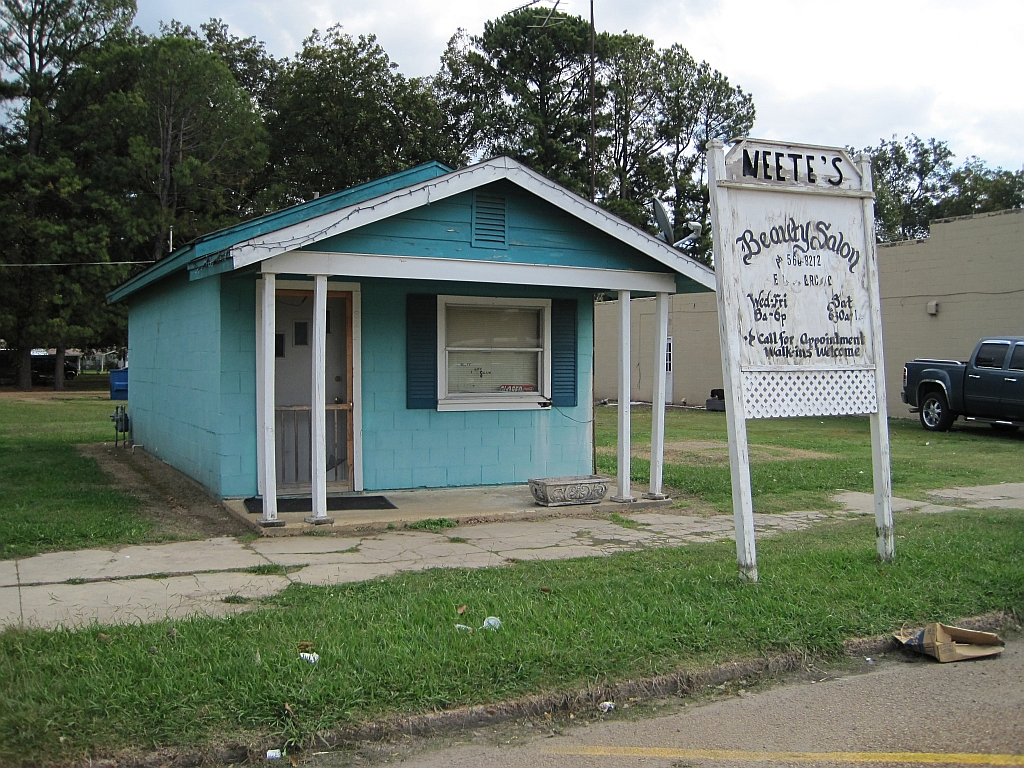
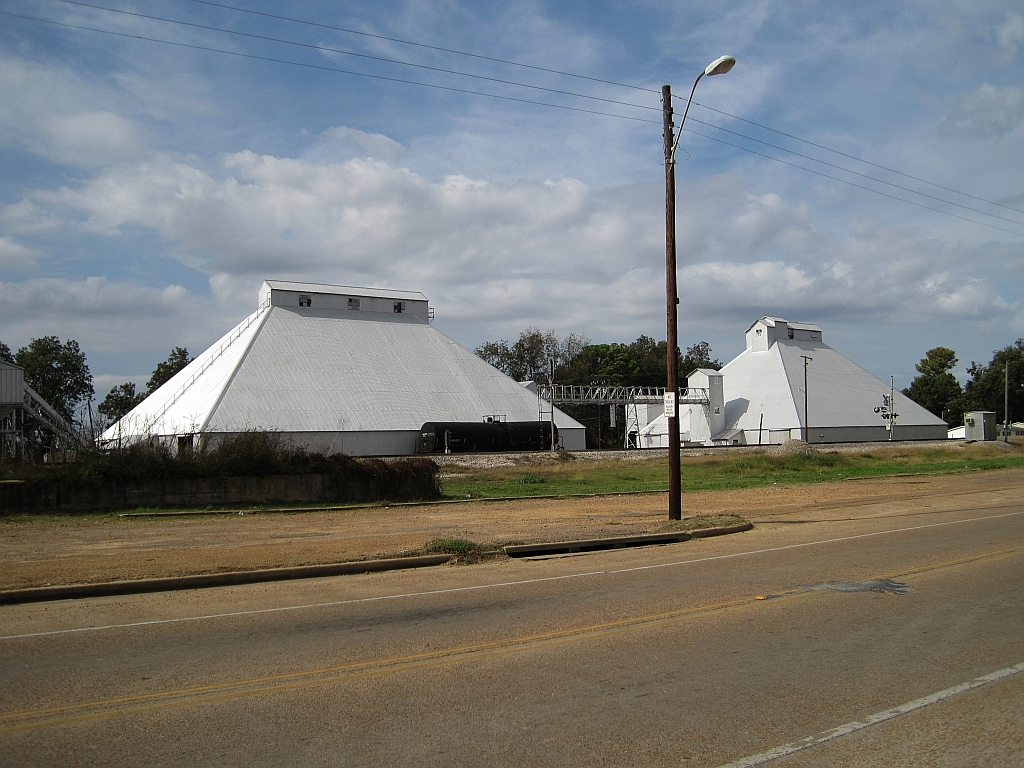
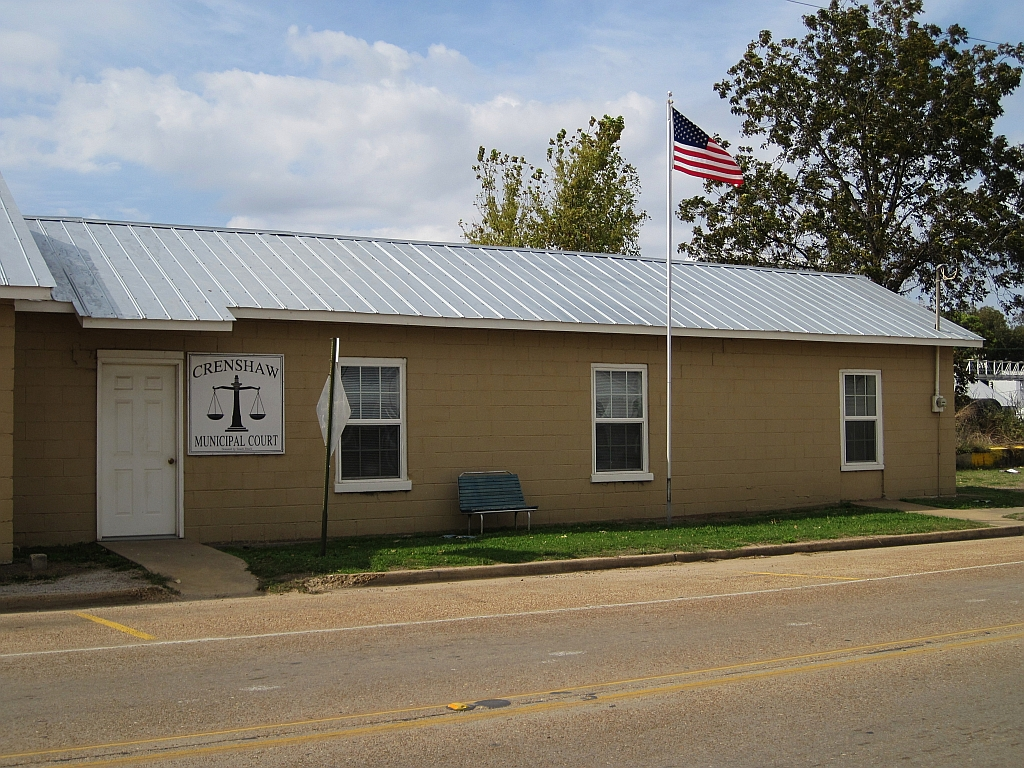
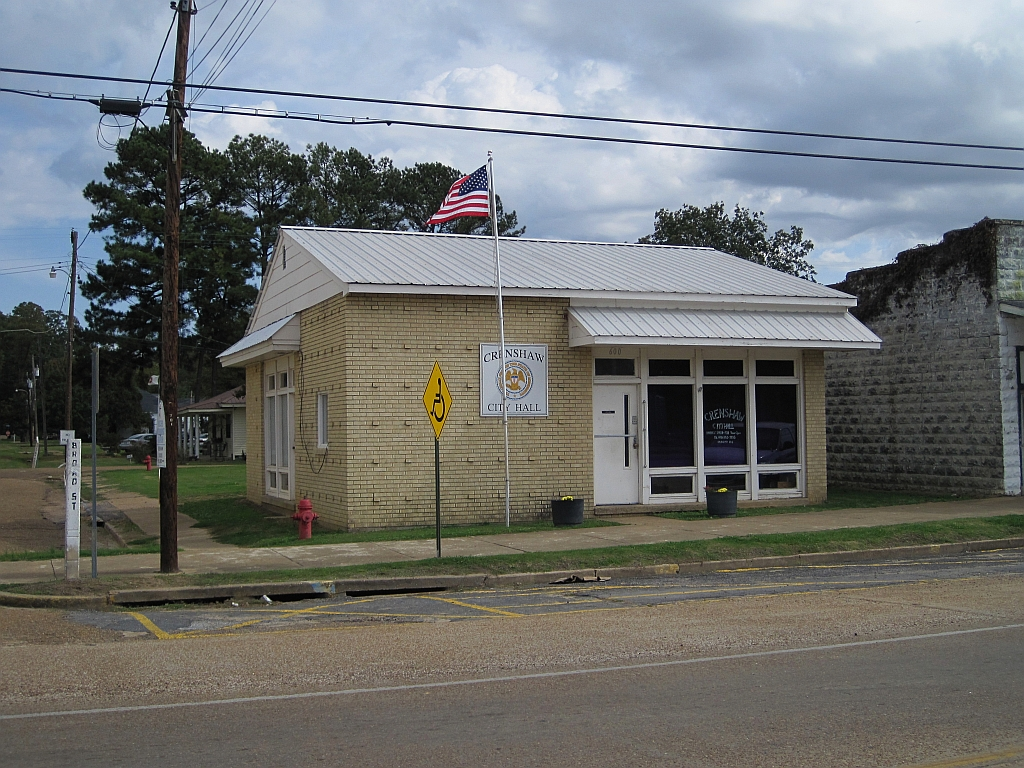
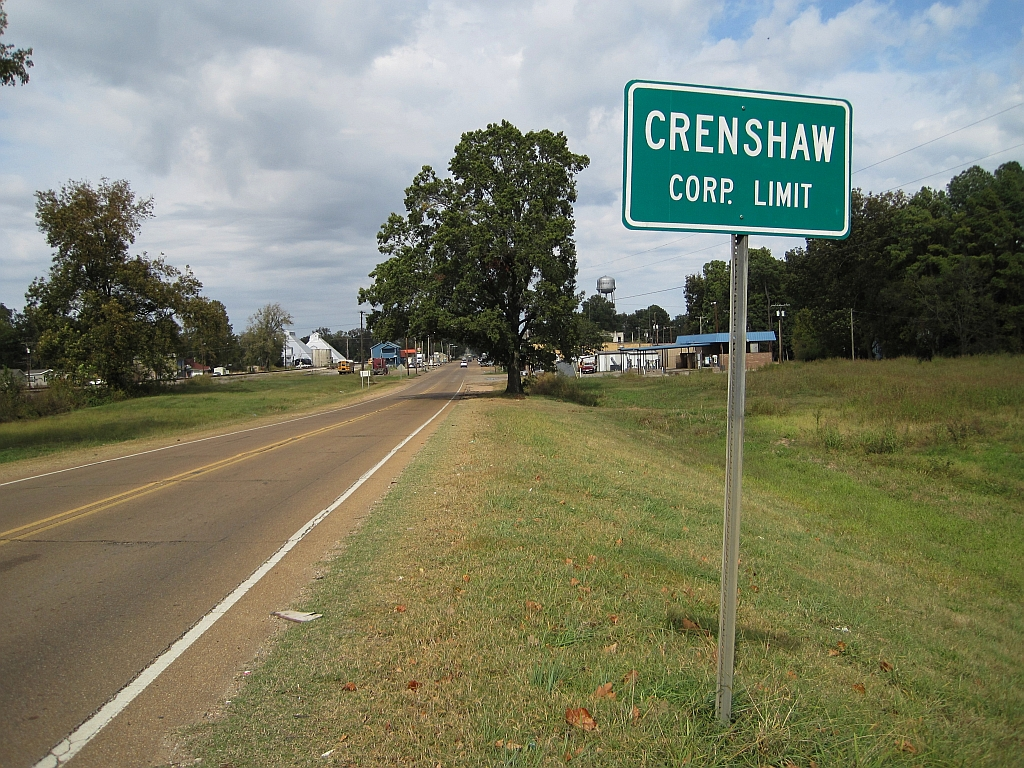